# Pieve Acquedotto
Pieve Acquedotto è una frazione di 824 abitanti, nel comune di Forlì, che dista circa 5 km dalla città, adiacente al casello dell'A14 di Forlì. 
Tale località è famosa per la presenza di un'antichissima pieve romanica, una delle più famose e antiche di tutta la Romagna.

## La pieve
(...)Già a distanza vediamo gli alberi secolari che le vivono accanto, compresa una morente quercia ultracentenaria straziata dagli eventi bellici della seconda guerra mondiale. Fortunatamente l'edificio ha subìto soltanto qualche lieve danno dal passaggio della Linea Gotica e il tetto ha potuto presto essere riparato. Unica traccia ancora visibile dei pochi danni di allora sono alcuni fori provocati da sventagliate di mitragliatrice d'aereo che si sono voluti lasciare a ricordo degli eventi: sono come cicatrici sulla facciata della canonica, ubicata a sinistra della pieve. Il campanile, del Duecento, durante il passaggio del fronte non è stato abbattuto, come invece spesso è capitato ad altre chiese meno fortunate: ci racconta Don Serafino - il parroco della pieve, che ci accoglie e ci guida all'interno per visitarla - che sulla cima della torre campanaria era stata posta la bandiera della croce rossa e nella canonica erano stati ricoverati alcuni preziosi quadri dei musei forlivesi, in attesa di tempi migliori".

## L'acquedotto romano
Il nome della frazione direttamente dalla presenza della pieve nei pressi dell'antico acquedotto romano. Mentre la pieve è sopravvissuta agli eventi storici, dell'acquedotto non è rimansta alcuna traccia, se non la memoria del nome e della sua presenza che si è tramandata nei secoli.
L'esistenza dell'acquedotto è però certa ed attestata. Esso captava le acque del Bidente-Ronco presso Meldola e portava le proprie acque, attraverso tutta la Romagna, alla assetata Ravenna e alle sue campagne, dove le sue acque venivano utilizzate per servire i campi, gli uomini, ma in particolare riforniva la flotta romana di base a Classe.
L'acquedotto, fatto edificare da Traiano, dovette subire sicuramente alterne vicende e passare più volte in disuso e già al tempo di Teodorico probabilmente doveva essere in un grave stato di abbandono. L'acquedotto è proprio ricordato come Acquedotto di Teodorico, probabilmente perché fu lo stesso re ostrogoto a permetterne, se non la ricostruzione, la riutilizzazione. Ma il degrado ricolpirà l'acquedotto tanto che, forse verso il Mille, sarà lasciato andare in rovina. Sicuramente le strutture che rimasero in piedi furono smantellate per recuperarne materiale da costruzione. Da questa operazione, o quanto meno dalla vicinanza con l'opera romana, nacque il termine che definiva la zona Aqueducto. La presenza della pieve in tale zona, portò di seguito alla modificazione del toponimo attuale della zona in Pieve Acquedotto.

## Pieve Acquedotto: antica sosta per pellegrini
La zona della pieve doveva essere interessata dalla presenza di qualche luogo adatto alla sosta dei pellegrini (forse essa stessa o qualche zona nelle immediate vicinanze). L'edificio viene infatti citato in un documento del '200 perché destinato ai pellegrini che dal nord Italia erano diretti a Roma passando per la valle del Bidente.

## Galleria d'immagini

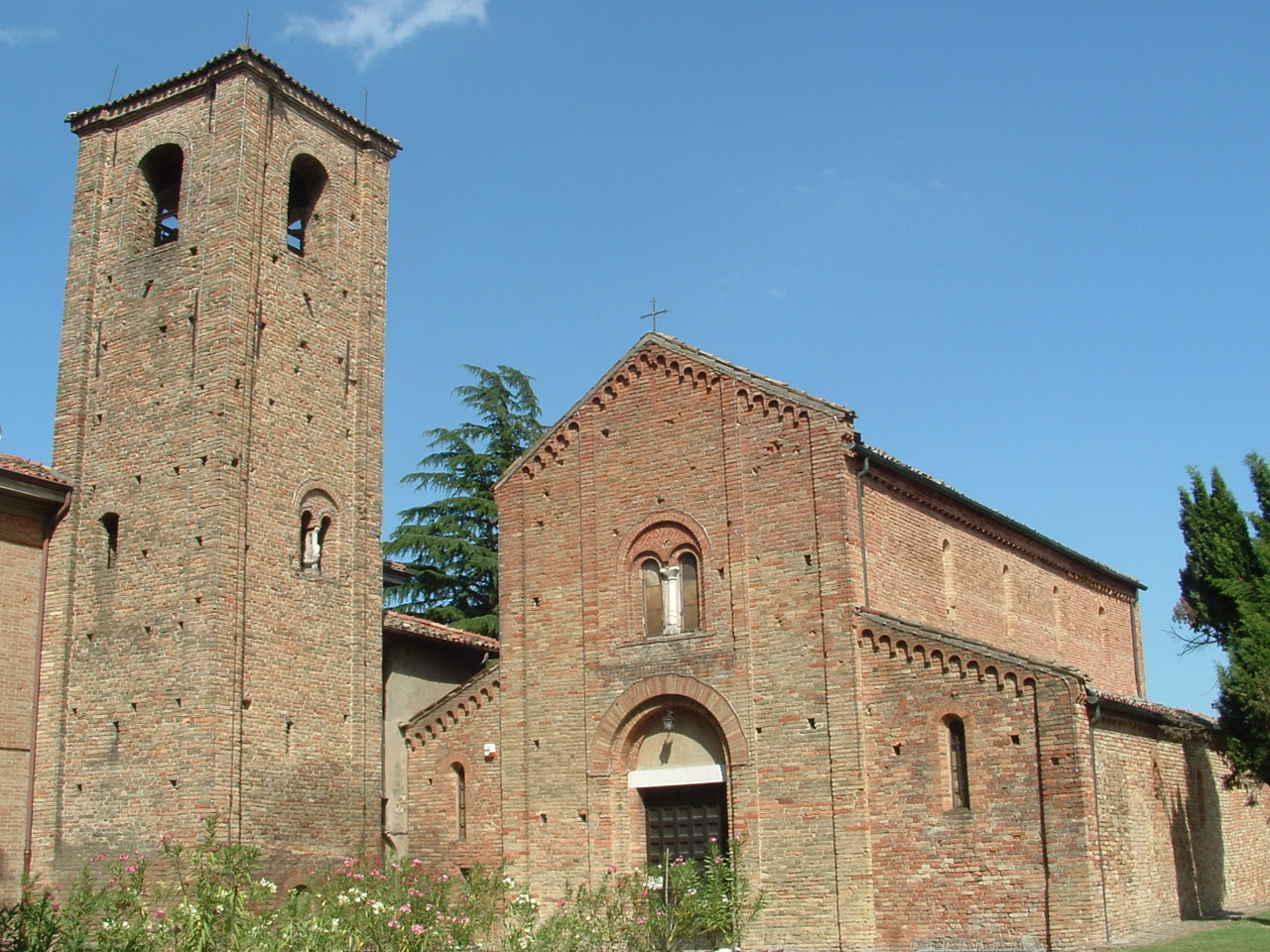
Pieve di S. Maria in Acquedotto